# Färöische Badmintonmeisterschaft 2014
Die Färöische Badmintonmeisterschaft 2014 fand vom 10. bis zum 12. April 2014 in Tórshavn statt. 

## Medaillengewinner
| Disziplin    | Gold                                                | Silber                                              | Bronze                               |
| ------------ | --------------------------------------------------- | --------------------------------------------------- | ------------------------------------ |
| Herreneinzel | Benjamin Gunnarstein                                | Nikolaj Gunnarstein                                 | Niclas Højgaard Eysturoy             |
| Herreneinzel | Benjamin Gunnarstein                                | Nikolaj Gunnarstein                                 | Aksel Poulsen                        |
| Dameneinzel  | Rannvá Djurhuus Carlsson                            | Brynhild Djurhuus Carlsson                          | Kristina Eriksen                     |
| Dameneinzel  | Rannvá Djurhuus Carlsson                            | Brynhild Djurhuus Carlsson                          | Sólfríð Hjørleifsdóttir              |
| Herrendoppel | Benjamin Gunnarstein Nikolaj Gunnarstein            | Hilmar Kass Niclas Højgaard Eysturoy                | Magnus Gaard Rógvi Poulsen           |
| Herrendoppel | Benjamin Gunnarstein Nikolaj Gunnarstein            | Hilmar Kass Niclas Højgaard Eysturoy                | Aksel Poulsen Erland Poulsen         |
| Damendoppel  | Rannvá Djurhuus Carlsson Brynhild Djurhuus Carlsson | Kristina Eriksen Sólfríð Hjørleifsdóttir            | Guðrun Poulsen Unna Nielsen          |
| Damendoppel  | Rannvá Djurhuus Carlsson Brynhild Djurhuus Carlsson | Kristina Eriksen Sólfríð Hjørleifsdóttir            | Guri Jacobsen Gunnva Jacobsen        |
| Mixed        | Aksel Poulsen Rannvá Djurhuus Carlsson              | Niclas Højgaard Eysturoy Brynhild Djurhuus Carlsson | Nikolaj Gunarstein Kristina Eriksen  |
| Mixed        | Aksel Poulsen Rannvá Djurhuus Carlsson              | Niclas Højgaard Eysturoy Brynhild Djurhuus Carlsson | Benjamin Gunnarstein Gunnva Jacobsen |